# 曼陀羅的傳承
曼陀羅的傳承（英語：Legacy of Datura）是一款香港科幻角色扮演電子遊戲，由一名網名為Mighcty的香港大學生以元朗襲擊事件和將軍澳連儂隧道襲擊事件等社會事件為遊戲背景而開發，於2020年開始研發，2021年1月15日在Kickstarter發起眾籌，推出試玩版本，並於2021年2月15日達標，共籌得10萬港元作開發基金。

## 遊戲情節
遊戲主角Cyrus是一名普通的香港中學生，意外闖入魔法世界並獲得法力。當Cyrus回到現實世界時，目睹市民在地鐵站內被大量白衣持械男子攻擊，Cyrus遂以法術拯救乘客，遊戲故事亦就此展開。 

## 特色
遊戲創作人Mighcty在訪問中表示原本只打算做一款介紹香港景點、食物的遊戲，唯在元朗襲擊事件後對政府非常失望，亦覺得香港變得非常陌生，遂決定製作一款關於近年香港社會事件的遊戲。Mighcty亦表示這個遊戲中的「魔法議會」影射政權，而主角Cyrus被剝削的法力則代表港人人權和言論自由。 
此遊戲是Mighcty第一個研發的遊戲，並由其獨自一人包辦製作、畫圖和配樂。 

## 反響
此遊戲獲外國玩家拍下實測影片，並有不少網民留言詢問遊戲內容是否真有其事。而遊戲在Kickstarter上的眾籌在一個月內便籌得十萬元，反響熱烈。 

## 外部連結
- 《曼陀羅的傳承》在Kickstarter上的頁面（页面存档备份，存于）